# Godartiana byses
Godartiana byses är en fjärilsart som beskrevs av Jean Baptiste Godart 1823. Godartiana byses ingår i släktet Godartiana och familjen praktfjärilar. Inga underarter finns listade i Catalogue of Life.